# Iron Eyes Cody
Iron Eyes Cody (nacido como Espera Oscar de Corti; Kaplan, Luisiana, 3 de abril de 1904-Los Ángeles, California, 4 de enero de 1999) fue un actor estadounidense que interpretó a muchos papeles de nativos indígenas en reconocidas películas de Hollywood. También interpretó a un nativo americano en la serie de televisión "Keep America Beautiful". Su carrera en la actuación inició en 1927, realizando algunas pequeñas apariciones en películas como Back to God's Country, The Viking y The Big Trail. Su carrera en el cine se extendió hasta 1987, siendo la película Ernest Goes to Camp su última aparición en la pantalla grande. Falleció el 4 de enero de 1999, a la edad de 94 años.

## Filmografía

### Cine y televisión
| Cine       | Cine                              | Cine                 | Cine                                                     | Cine | Cine |
| Año        | Película                          | Rol                  | Notas                                                    |      |      |
| ---------- | --------------------------------- | -------------------- | -------------------------------------------------------- | ---- | ---- |
| 1927       | Back to God's Country             | Indio                | No acreditado                                            |      |      |
| 1928       | The Viking                        | Indio                | No acreditado                                            |      |      |
| 1930       | The Big Trail                     | Indio                | No acreditado                                            |      |      |
| 1931       | Fighting Caravans                 | Indio                | No acreditado                                            |      |      |
| 1931       | Oklahoma Jim                      | War Eagle            |                                                          |      |      |
| 1931       | The Rainbow Trail                 | Indio                |                                                          |      |      |
| 1947       | The Senator Was Indiscreet        | Indio                |                                                          |      |      |
| 1947       | Unconquered                       | Red Corn             |                                                          |      |      |
| 1948       | The Paleface                      | Iron Eyes            |                                                          |      |      |
| 1948       | Indian Agent                      | Wovoka               |                                                          |      |      |
| 1949       | Massacre River                    | Yellowstone          |                                                          |      |      |
| 1951       | Ace in the Hole                   | Copy Boy             | No acreditado                                            |      |      |
| 1954       | Sitting Bull                      | Crazy Horse          |                                                          |      |      |
| 1958       | Gun Fever                         | Jefe indio           |                                                          |      |      |
| 1965       | The Great Sioux Massacre          | Crazy Horse          |                                                          |      |      |
| 1966       | Nevada Smith                      | Taka-Ta              | No acreditado                                            |      |      |
| 1970       | El Condor                         | Santana, Jefe apache |                                                          |      |      |
| 1970       | Cockeyed Cowboys of Calico County | Crazy Foot           |                                                          |      |      |
| 1970       | A Man Called Horse                | Médico               |                                                          |      |      |
| 1977       | Grayeagle                         | Standing Bear        |                                                          |      |      |
| 1987       | Ernest Goes to Camp               | Indio                |                                                          |      |      |
| Televisión |                                   |                      |                                                          |      |      |
| Año        | Título                            | Rol                  | Notas                                                    |      |      |
| 1953       | The Cisco Kid                     | Sky Eagle            |                                                          |      |      |
| 1955       | Cavalcade of America              | n/a                  | Episodio, The Hostage (1955)                             |      |      |
| 1959       | Mackenzie's Raiders               | n/a                  | Episodio, Death Patrol (1959)                            |      |      |
| 1961       | The Rebel                         | Sammy Hart           | The Death of Sammy Hart (1961) Temporada 2, Episodio 25  |      |      |
| 1964       | The Virginian                     | Black Feather        | Episodio, The Intruders (1964)                           |      |      |
| 1967       | The Fastest Guitar Alive          | Indio                |                                                          |      |      |
| 1969       | Then Came Bronson                 | John Carbona         | Episodio, Old Tigers Never Die—They Just Run Away (1969) |      |      |
| 1983       | Newhart                           | Invitado del hotel   | Episodio, Don't Rain on My Parade (1983)                 |      |      |
| 1986       | The A-Team                        | Watashi              | Episodio, Mission of Peace (1986)                        |      |      |